# Duncan I (Mormaer de Fife)
Pour les articles homonymes, voir Duncan.
Donnchad Ier de Fife   (anglicisé: Duncan) Mormaer de Fife de 1133 à 1154, 

Donnchad est le premier chef Gaël héréditaire du fief de Fife, intégré dans le système féodal mis en place par le David Ier d'Écosse en 1136. Selon John Bannerman Donnchad /Duncan semble être le fils de Constantin de Fife le premier mormaer historiquement attesté. Il devient mormaer après Gille Míchéil un parent et successeur de son père.
Donnchad est chargé par le roi David, vers 1152 à la fin de sa vie, de présenter et conduire son petit-fils le jeune héritier présomptif Malcolm IV dans le royaume jusqu'à sa réelle accession au trône.
Son successeur est son fils Donnchad II de Fife. Il laisse un autre fils nommé Adam
dont l'arrière petit-fils et homonyme Adam de Kilconquhar († 1270) est le premier époux de la comtesse Margaret de Carrick.